# Krijn Kleijn
Krijn Bertus Kleijn (Duindorp, 9 januari 1923 - 2011) was Engelandvaarder. 

## Overtocht
Samen met zes andere vissersjongens verliet de 17-jarige Krijn Kleijn op 16 maart 1941 de Tweede Haven van Scheveningen met een motorvlet Anna met registratie KW 96. Het anderen waren Leen Bruin, Rinus de Heijer, Jacob de Reus, Hugo van Roon, Jacob Vrolijk en Henk Westerduin. De volgende middag werden de jongens door het Engelse marineschop Hr Ms Pytchley opgepikt en aan wal gebracht.
Op zondagavond 16 maart kwamen de jongens bijeen in Café Leen de Mos in de Keizerstaat. Ze liepen naar de Tweede Haven waar de motorvlet KW 96 uit Katwijk klaar lag.  Ze peddelden met wat plankjes de haven uit. Hun mast werd door de Duitse patrouille niet gezien. Eenmaal buitengaats startte Krijn de motor. Door de motor in zijn achteruit te zetten kon hij voorkomen dat de vlet op de rotsen van het Zuidenhavenhoofd kapotsloeg. De volgende dag werd de ontsnapping door de Duitsers gemerkt. De vader van Leen Bruin, die schipper was op de reddingsboot, kreeg opdracht hen achterna te gaan en terug te halen.
Maandag 17 maart zwaaiden ze met hun vlag naar de Hr Ms Pytchley om duidelijk te maken dat ze uit Nederland kwamen. De zeven jongens werden aan boord van de Pytchley genomen, waarna Westerduin ziek naar een hospitaal in Rosyth werd gebracht en de andere zes jongens naar Schotland werden gebracht voor verhoor door Scotland Yard. Onderweg werd de Pytchley nog lastiggevallen door een Duitse onderzeeër, maar die werd met dieptebommen tot zinken gebracht.
Na het verhoor werden de jongens naar Londen gebracht waar ze op theebezoek bij koningin Wilhelmina gingen. Ze werden door twee auto's opgehaald, in de ene auto zat prins Bernhard, in de andere auto zat premier Gerbrandy. De zeven jongens kwamen allen bij de Koninklijke Marine en overleefden de oorlog. Krijn Kleijn woonde zijn verdere leven in Duindorp.

## Reünie
De zeven Engelandvaarders kwamen in 1990 voor een reünie bij elkaar. Jacob Vrolijk overleed in 1997, Leen Bruin in 2005, Henk Westerduin in 2006, Krijn Kleijn pas in 2011.

## Boeken
- Scheveningen Sperrgebiet Piet Spaans (1983) ISBN 90-800037-1-9. De zeven veren van de adelaar.